# آرتور اسمیت (بازیکن فوتبال، زاده ۱۹۱۵)
آرتور اسمیت (انگلیسی: Arthur Smith; ۸ مهٔ ۱۹۱۵ – ۲۱ اوت ۲۰۲۱) بازیکن فوتبال بود.
از باشگاه‌هایی که در آن بازی کرده‌است می‌توان به باشگاه فوتبال لستر سیتی اشاره کرد.